# Abisalna ravnica
Abisalna ravnica je podvodna ravnica na dubokom dnu oceana, koja se obično nalazi na dubinama između 3.000 i 6.000 metara. Ležeći općenito između podnožja epikontinentalnog pojasa i srednjooceanskog hrpta, abisalne ravnice pokrivaju više od 50% Zemljine površine. Oni su među najravnijim, glatkim i najmanje istraženim regijama na Zemlji. Abisalne ravnice su ključni geološki elementi oceanskih bazena (ostali elementi su povišeni greben srednjeg oceana i bočna abisalna brda).
Stvaranje abisalne ravnice rezultat je širenja morskog dna (tektonika ploča) i topljenja donje oceanske kore. Magma se uzdiže iznad astenosfere (sloj gornjeg plašta) i dok ovaj bazalni materijal doseže površinu na srednjoceanskim hrptovima, tvori novu oceansku koru, koja se neprestano povlači bočno šireći se morskim dnom. Abisalne ravnice nastaju prekrivanjem izvorno neravne površine oceanske kore sitnozrnim sedimentima, uglavnom glinom i muljem. Veći dio ovog sedimenta taloži se strujama koje su usmjerene s kontinentskih rubova duž podmorskih kanjona u dublje vode. Ostatak je sastavljen uglavnom od pelagijskih sedimenata. Metalni čvorići česti su u nekim područjima ravnice, s različitim koncentracijama metala, uključujući mangan, željezo, nikal, kobalt i bakar. Tu su i količine ugljika, dušika, fosfora i silicija zbog materijala koji se spušta i razgrađuje.
Vjeruje se da su abisalne ravnice, djelomično zbog svoje velike veličine, glavni rezervoari biološke raznolikosti. Također vrše značajan utjecaj na kruženje ugljika u oceanu, otapanje kalcijevog karbonata i atmosferske koncentracije ugljikovog dioksida tijekom vremenskih razmjera od stotinu do tisuću godina. Na strukturu ekosustava u abisalnim ravnicama snažno utječu brzina dotoka hrane na morsko dno i sastav materijala koji se taloži. Čimbenici poput klimatskih promjena, ribolovai i gnojidbe oceana značajno utječu na obrasce primarne proizvodnje u eufotičkoj zoni. Životinje apsorbiraju otopljeni kisik iz voda siromašnih kisikom. Mnogo otopljenog kisika u ponornim ravnicama dolazilo je iz polarnih područja koja su se davno otopila. Zbog oskudice kisika, abisalne su ravnice negostoljubive za organizme koji bi cvjetali u vodama obogaćenim kisikom iznad. Koraljni grebeni dubokog mora uglavnom se nalaze u dubinama od 3000 metara i dublje u abisalnoj i hadalnoj zoni.
Abisalne ravnice nisu prepoznate kao zasebne fiziografske značajke morskog dna do kasnih 1940-ih, a sve donedavno niti jedna nije sustavno proučavana. Oni su slabo sačuvani u sedimentnom zapisu, jer ih obično troši proces subdukcije. Zbog mraka i pritiska vode koji može doseći 76 megapaskala, abisalne ravnice nisu dobro istražene.